# Viceré di Maiorca
Questo che segue è un elenco dei governatori, luogotenenti e viceré del Regno di Maiorca. 

## Governatori generali
Il governatore generale del Regno di Maiorca fu la più alta magistratura reale del Regno di Maiorca e aveva carattere monocratico. La denominazione rimase in vigore dalla fine della Corona de Mallorca fino alla Revolta Forana tra il 1450 e il 1453. Dopo, il governatore fu sostituito da un luogotenente generale. Era l'unica autorità con una giurisdizione effettiva sulle isole Baleari. Il governatore era assistito da un luogotenente, che durante alcuni governi esercitò il governo effettivo, e in ogni caso lo sostituiva in caso s'assenza o di morte. 

### Lista dei governatori generali
Regno di Pietro il Cerimonioso (1343-1387)
- Arnau d'Erill (1343-1345)
- Felip de Boïl (1345-1348)
- Gilabert de Centelles, primo mandato (1348–1356)
- Artal de Foces (1356-1358)
- Gilabert de Centelles, secondo mandato (1358-1360)
- Bernat de Tous (1360-1365)
- Olf de Pròixida (1365-1374)
- Arnau Cerdó, interí (1374-1375)
- Francesc Sagarriga (1375-1392)

Regno di Giovanni I d'Aragona (1387-1396)
- Hug de Cervelló (1392-1393)
- Ramon d'Abella, primo mandato (1393-1397)

Regno di Martino I d'Aragona (1396-1410)
- Hug II d'Anglesola (1397-1398), signore de Miralcamp
- Ramon d'Abella, secondo mandato (1398-1401)
- Roger de Montcada, primo mandato (1401-1405)
- Jordi de Sant Joan, interinale (1405)
- Roger de Montcada, secondo mandato (1405-1410)

Interregno (1410-1412)
- Pelai Unís, interinale (1410-1416)

Regno di Ferdinando I d'Aragona (1412-1416)
- Pelai Unís, interinale (1410-1416)

Regno di Alfonso il Magnanimo (1416-1458)
- Olf de Pròixida (1416-1425)
- Berenguer d'Oms i de Santapau (1425-1451)

Seguono i luogotenenti generali. 

## Luogotenenti generali
Il luogotenente generale del Regno di Maiorca fu la più alta magistratura reale del regno, con funzione di alter ego del re. Era l'unica autorità con giurisdizione effettiva sulle isole Baleari. Questa denominazione fu introdotta dopo circa cent'anni che s'era impiegata quella di governatore generale. Occasione per l'introduzione di questa nuova denominazione fu data in seguito alla Revolta Forana, probabilmente affinché venisse percepita con più chiarezza la delegazione delle funzioni reali da parte die rivoltosi. la carica di luogotenente generale rimase in vigore fino al 1576 quando fu sostituita da quella di viceré, poco prima della creazione della Reial Audiència de Mallorca. 

### Lista dei luogotenenti generali
Regno di Alfonso il Magnanimo (1416-1458)
- Arnau de Vilademany i de Blanes (1451-1454)
- Francesc d'Erill i de Centelles (1452-57)
- Vidal de Blanes i de Castellar d'Orís (1457-1469)

Regno di Giovanni II d'Aragona (1458-1479)
- Francesc Berenguer de Blanes i Berenguer, figlio del precedente (1469-1486)

Regno de Ferdinando il Cattolico (1479-1516)
- Eiximèn Peres Escrivà de Romaní i Ram (1486-1493)
- Joan d'Eimeric i Saplana, primo mandato (1493-1502)
- Jordi Miquel d'Eimeric i Saplana, interinale, fratello del precedente (1502-1505)
- Joan d'Eimeric i Saplana, secondo mandato (1505-1512)
- Miguel de Gurrea, primo mandato (1512-1517)

Regno di Carlo V d'Asburgo (1516-1554)
- Frederic de Santcliment, già governatore di Minorca, interinale (1517-1520)
- Miguel de Gurrea, secondo mandato (1520-1525)
- Carles de Pomar (1525-1533)
- Ximen Perez de Figuerola (1534-1538)
- Felip de Cervelló (1538-1547)
- Gaspar de Marrades (1548-1556)

Regno di Filippo II di Spagna (1554-1598)
- Guillem de Rocafull, già governatore di Minorca (1558-1564)
- Joan d'Urríes (1564-1575)
- Felip Fuster, interinale (1575-1576)

Seguono i viceré 

## Viceré
Il viceré di Maiorca fu la più alta magistratura reale del Regno di Maiorca e aveva carattere monocratico. La denominazione sostituì quella di luogotenente generale nel 1576, poco dopo la creazione della Reial Audiència de Mallorca i rimase in vigore fino al Decret de Nova Planta de Mallorca nel 1715.

### Lista dei viceré
Regno di Filippo II di Spagna (1554-1598)
- Miquel de Montcada i Bou (1576-78)
- Antoni de Sentmenat-Oms de Santa Pau i de Salbà (1578-82)
- Lluís Vic i Manrique (1583-1594)
- Ferran Sanoguera (1594-1606)

Regno di Filippo III di Spagna (1598-1621)
- Pere Vivot, interinale (1606)
- Idelfons Laso de Sedeño, interinale, vescovo di Maiorca (1606)
- Joan de Vilaragut i Sanç (1606-1610)
- Carles Coloma i de Melo (1611-1617)
- Josep Desmur, interinale (1617-1618)
- Francesc Joan de Torres (1618-1621)

Regno di Filippo IV di Spagna (1621-1665)
- Pere Ramon Safortesa interí (1621-1622)
- Jeronimo Agustín (1622-1628)
- Baltasar de Borja i de Velasco interinale, vescovo di Maiorca, (1628-1629)
- Jose de Monfaon (1629-1633)
- Alfons de Cardona i Milà d'Aragó (1633-40)
- Lope de Francia y Gurrea (1640-4)
- José Pérez de Pomar y Torres de Mendoza (1644-1645)
- Lorenzo Ram de Montoro, (1645-1651)
- Lorenzo Ram Martínez de Marcilla (1651-1657)
- Josep de Lanuza Montbuí-Vilarig i de Rocabertí-Pau (1657-1663)
- Roderic de Borja-Llançol de Romaní i Olivera (1663-1667)

Regno di Carlo II di Spagna (1665-1700)
- Miquel de Salbà i de Vallgornera (1667-71)
- Juan Francisco de Cebrian (1671-1675)
- Baltasar Pardo de la Casta-Aguilar y de Puixmarin-Rocafull, primo mandato (1675-1678)
- Baltasar López de Guerra Ximenez y de Cerda (1678-1681)
- Manuel de Sentmenat-Oms de Santa Pau i de Lanuza (1681-1688)
- Baltasar Pardo de la Casta-Aguilar y de Puixmarin-Rocafull, secondo mandato (1688-1691)
- Ramon de Saforteza i Pacs-Fuster, interí 1691
- Josep de Castellví i d'Alagó (1691-1698)
- Josep Galceran de Cartella (1698-1701)

Regno di Filippo V di Spagna (1700-1706)
- Francisco Miguel de Pueyo (1701-1704)
- Baltasar Cristóbal Hixar Portugal y Escrivà (1704-1706)

Regno de Carlo VI d'Asburgo (1705-1715)
- Joan Antoni de Boixadors Pacs i de Pinós (1706-9)
- Jaume Josep Rosell Rocamora i Ruíz (1709-1713)
- Josep Antoni de Rubí i de Boixadors (1713-5)